# Джексон, Манни
Манни Джексон (англ. Mannie Jackson; р. 4 мая 1939, Иллмо, Миссури) — американский профессиональный баскетболист, а в дальнейшем бизнесмен. Один из ведущих афроамериканских бизнесменов США, сооснователь и президент (в 1990—92 годах) Совета передового менеджмента (англ. Executive Leadership Council), член (с 2007 года председатель) совета попечителей Зала славы баскетбола. Член Зал славы баскетбола с 2017 года.

## Биография
Манни Джексон родился в Иллмо (штат Миссури) в 1939 году в семье Эммета и Маргарет Джексон. Первые годы его жизни проходили в бедности — семья жила в списанном товарном вагоне. В три года Манни с семьёй переехал в Эдуардсвилл (Иллинойс), где его отец нашёл работу на автозаводе. Окончив Эдуардсвиллскую среднюю школу, он поступил в Иллинойсский университет в Урбане-Шампейне, где стал звездой студенческой баскетбольной команды и одним из двух первых в истории университета чернокожих игроков стартового состава. Позже он стал капитаном сборной университета и первым негром в составе символической студенческой сборной США.
В 1960 году Джексон окончил университет со специальностью учителя физкультуры, но вместо работы по специальности отправился в Нью-Йорк, чтобы участвовать в отборе молодых игроков в «Никс». Не попав в НБА, он меньше чем через год стал игроком профессиональной гастролирующей баскетбольной команды «Гарлем Глобтроттерс», в составе которой выступал до 1964 года. В этом году он надолго расстался с баскетболом, осев в Детройте, где продолжил своё образование в сфере менеджмента. Он также нашёл работу в General Motors, где оставался до 1968 года. В 1968 году Джексон, получив степень магистра в области маркетинга и экономики, перешёл в компанию Honeywell и переехал в Миннеаполис. В 1986 году Джексон вместе с ещё пятью ведущими афроамериканскими менеджерами основал Совет передового менеджмента (англ. Executive Leadership Council) — организацию, целью которой была поддержка этой группы населения в большом бизнесе. Позже число членов организации превысило 1000 человек, а сам Джексон в 1990-92 годах был её председателем.
В Honeywell Манни Джексон оставался до 1994 года и сделал карьеру в менеджменте, став генеральным менеджером по телекоммуникациям, а затем вице-президентом по маркетингу и администрации. Расстался он с компанией после того, как в 1993 году вернулся в команду своей молодости «Гарлем Глобтроттерс», став её первым в истории чернокожим владельцем. Покупка «Глобтроттерс» заставила его перебраться из Миннеаполиса в Финикс, где располагается штаб-квартира команды. Джексон пробыл владельцем и генеральным менеджером «Глобтроттерс» до середины первого десятилетия нового века, когда он продал бо́льшую часть своих акций; за это время команда прошла смену имиджа и вернула себе былую популярность, а её стоимость выросла с 5,5 до 100 миллионов долларов. Его роль в развитии баскетбола принесла ему место в совете директоров Зала славы баскетбола, а позже и пост председателя этой организации. В его честь назван вручаемый Залом славы приз — Приз человеческого духа имени Манни Джексона.
В дальнейшем Джексон стал членом советов директоров ряда компаний, представленных в индексе Fortune 500, включая Jostens, Reebok, Ashland и Black & Decker, а также Американского Красного Креста. Он включался в списки 30 наиболее влиятельных афроамериканских менеджеров США и 50 ведущих корпоративных стратегов. В 2001 году материал, посвящённый его деловым принципам, которые помогли вернуть к жизни бренд «Гарлем Глобтроттерс», вышел в Harvard Business Review, а в 2004 году он был удостоен звания почётного доктора университета имени Линкольна в Пенсильвании — старейшего в США вуза для чернокожих. В 2012 году вышла его автобиографическая книга «Из товарного вагона — в совет директоров» (англ. Boxcar to Board Rooms), за которой последовал одноименный документальный телефильм. В 2017 году имя Манни Джексона было включено в списки Зала славы баскетбола.